# Emphreus wittei
Emphreus wittei là một loài bọ cánh cứng trong họ Cerambycidae.